# Marvin Anderson
Marvin Anderson (Jamaica, 12 de mayo de 1982) es un atleta jamaicano, especialista en la prueba de relevos 4 x 100 m, con la que ha logrado ser subcampeón mundial en 2007.

## Carrera deportiva
En el Mundial de Osaka 2007 gana la medalla de plata en los relevos 4 x 100 metros, con un tiempo de 37.89 segundos que fue récord nacional jamaicano, quedando tras los estadounidenses y por delante de los británicos, y sus compañeros de equipo fueron: Usain Bolt, Nesta Carter y Asafa Powell.